# Угьен Чолинг

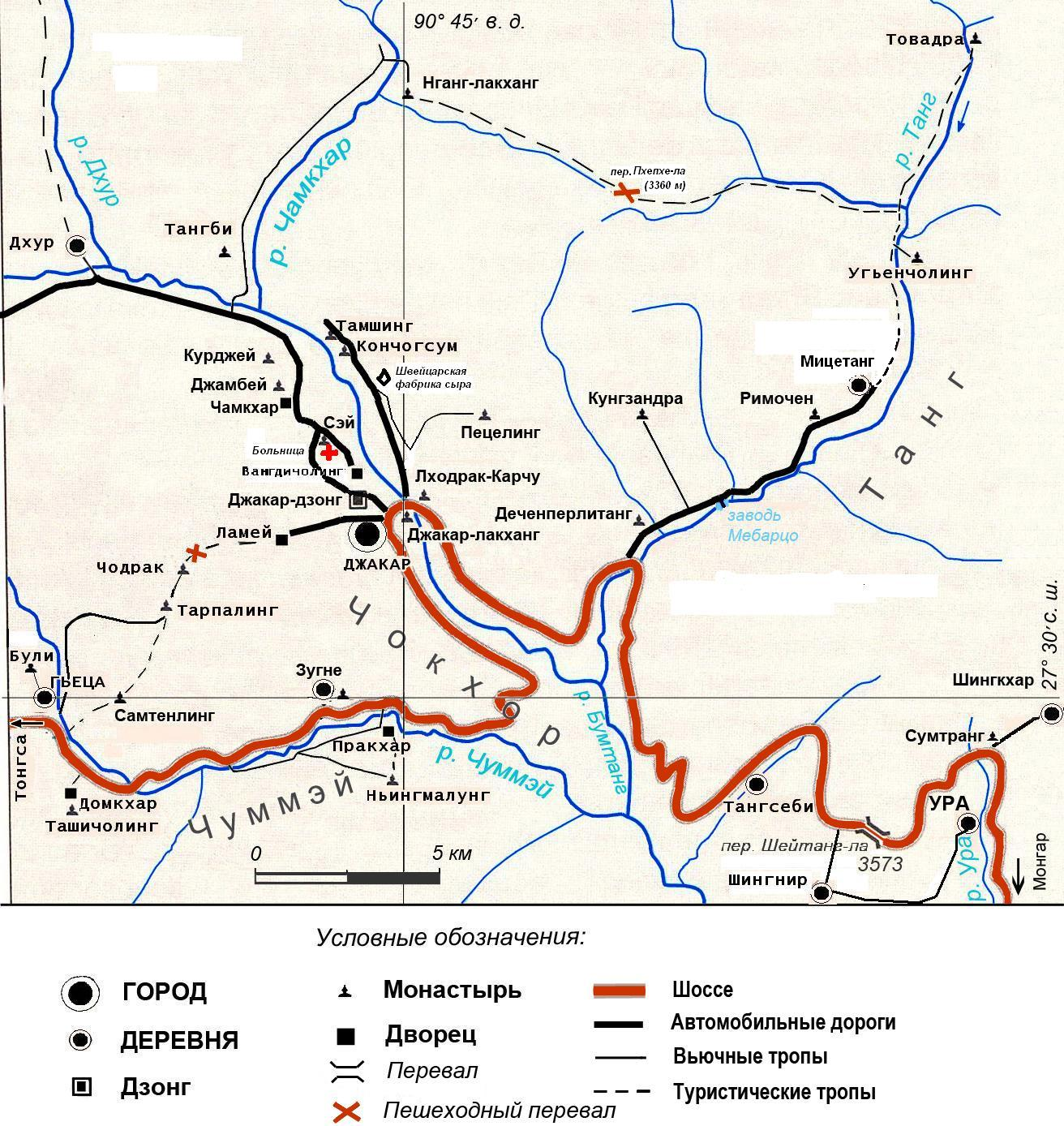
Карта центральной части Бумтанга

Угьен Чолинг (дзонг-кэ ཨོ་􀬞ན་ཆོས་གླིང་།, вайли urgyen chhos gling, лат. ugyencholing) — дворец (манор) и буддийский монастырь школы Ньингма в гевоге Танг в Бумтанге (Бутан). Находится вверх по реке Танг от озера Мебарцо, путь лежит частично по автомобильной дороге. Сам монастырь находится на некотором возвышении над рекой в лесу.
От Угьен Чолинга ведут пешеходные тропы на север через невысокий перевал в сторону монастыря Нганг-лакханг, на восток в Восточный Бутан, и на север в сторону монастыря Товадра.

## История
В XIV веке учитель школы Ньингма Лонгченпа соорудил здесь небольшой скит. В конце XIV века Дордже Лингпа остановился в том месте, где медитировал учитель, и нашёл здесь несколько буддийских реликвий. Это место ему очень понравилось и он привлёк к нему внимание учеников.
В XIX веке его 15-й потомок Пенлоп Чокье Дордже построил тот монастырь, который можно посетить в настоящее время.
Монастырь сильно пострадал во время землетрясения 1897 года, и правитель Джакара принял меры по перестройке монастыря. Рассвет монастыря пришёлся на первую половину XX века. В настоящее время монастырь является собственностью потомков Чокье Дордже.
Самое большое сооружение монастыря называется Джокханг, в который входят два храма с впечатляющими статуями и фресками начала XX века, в частности, представлены Тара и Авалокитешвара.
В мае 2001 года владельцы монастыря открыли музей, в котором собрали экспонаты по истории монастыря и быта этого региона Бутана. При монастыре имеется небольшой постоялый двор с шестью комнатами.